# Adresse à la nation (Canada)
Au Canada, il arrive peu fréquemment que le premier ministre s'adresse à la nation dans une allocation solennelle. C'est le cas en général en temps de crise (guerre, crise politique ou constitutionnelle). Cette adresse à la nation (discours à la nation ou message à la nation) prend en général la forme d'un discours télévisé, pré-enregistré ou en direct selon les circonstances. En général les partis d'opposition représentés à la Chambre des communes diffusent une réponse immédiatement après l'adresse du premier ministre.
La dernière adresse à la nation a eu lieu le 23 septembre 2020 lorsque le premier ministre Justin Trudeau s'est adressé à la nation quelques heures après le discours du trône qui a ouvert la 2e session de la 43e législature.

## Adresses à la nation par ordre chronologique
- 16 juin 1986 : le premier ministre Brian Mulroney s'adresse à la nation pour parler de libre-échange. Il demande aux Canadiens d'appuyer son gouvernement dans sa tentative de négociation d'un traité de libre-échange avec les États-Unis. L'accord de libre-échange canado-américain (ALE) sera finalement conclu en octobre 1987, ratifié le 2 janvier 1988 et sera un des enjeux majeurs des élections fédérales de 1988, remportées par les progressistes-conservateurs de Brian Mulroney[3].
- 22 mars 1990 : alors que le délai maximal pour ratifier l'Accord du lac Meech se rapproche, le premier ministre Brian Mulroney s'adresse aux Canadiens en enjoignant aux provinces de ratifier l'accord. Il s'engage également à signer une résolution annexe (appelée résolution d'accompagnement dans le discours) portant sur les droits des Premières Nations et des femmes[4].
- 23 juin 1990 : quelques heures après l'expiration du délai de ratification par les provinces de Terre-Neuve-et-Labrador et du Manitoba de l'Accord du lac Meech, le premier ministre Mulroney, visiblement attristé, prend la parole pour prendre acte de l'échec de la négociation constitutionnelle et témoigner de sa déception. Il ajoute que la réintégration du Québec dans la Loi constitutionnelle de 1982 finira par arriver mais repousse à plus tard la reprise des négociations constitutionnelles[5].
- 25 octobre 1995 : cinq jours avant le Référendum québécois de 1995, le premier ministre Jean Chrétien s'adresse à la nation et exhorte les Québécois de choisir le Non à la question référendaire[6].
- 30 octobre 1995 : quelques heures après le dévoilement de la mince victoire du Non au référendum, Jean Chrétien fait une nouvelle adresse axée sur la réconciliation et l'ouverture envers le gouvernement Parizeau[7].
- 21 avril 2005 : Paul Martin, premier ministre d'un gouvernement libéral minoritaire, s'adresse à la nation en exhortant les partis d'opposition à ne pas déclencher des élections avant la publication du rapport de la commission Gomery. Il s'engage en échange à déclencher des élections dans les 30 jours suivant sa publication[8].
- 3 décembre 2008 : quelques mois après les élections de 2008 qui ont résulté dans un nouveau gouvernement conservateur minoritaire, Stephen Harper s'adresse aux Canadiens pour défendre la position de son gouvernement et critiquer la proposition de coalition entre le Parti libéral et le NPD (soutenue par le Bloc québécois) qui a déclenché une crise politique à Ottawa[1]. La réponse du chef de l'opposition officielle, Stéphane Dion, arrive en retard aux réseaux de télévision et dans une qualité vidéo médiocre[9].
- 23 septembre 2020 : Justin Trudeau s'adresse à la nation quelques heures après le discours du Trône alors que la pandémie de COVID-19 se prolonge. Il y détaille le plan de son gouvernement pour les mois à venir et met en garde les Canadiens sur les risques découlant d'une deuxième vague pandémique[2],[10].

### Archives des adresses
- Adresse du 25 octobre 1995 : en anglais.
- Adresse du 21 avril 2005 : en anglais.
- Adresse du 4 décembre 2008 : en anglais.
- Adresse du 20 septembre 2020 : en français et en anglais.